# Kastell Ad Novas

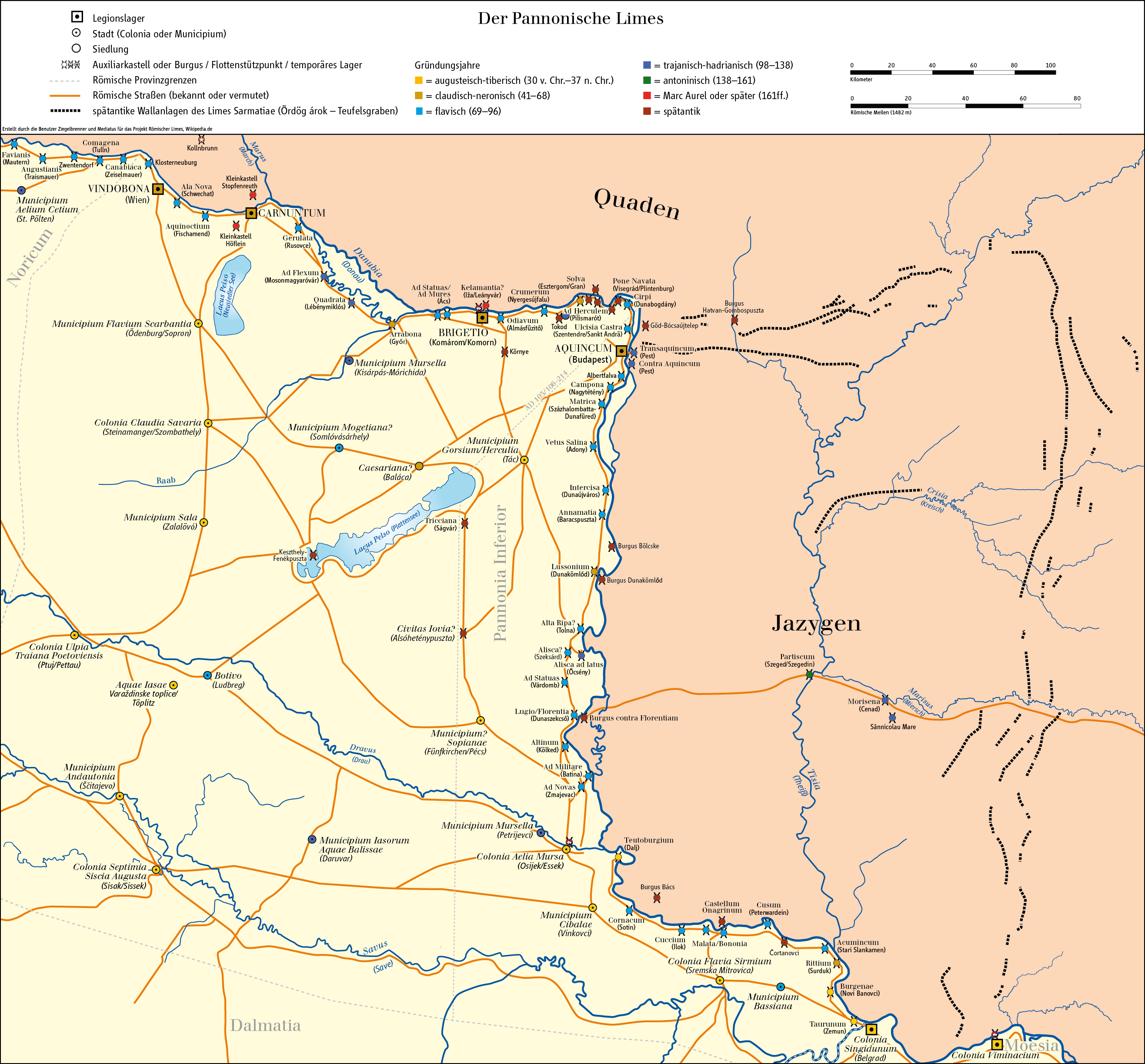
Die Lage von Ad Novas am pannonischen Limes.

Das Kastell Ad Novas war ein römisches Militärlager, dessen Besatzung für Sicherungs- und Überwachungsaufgaben am Limes Pannonicus zuständig war. Der Strom bildete in weiten Abschnitten die römische Reichsgrenze. Das Kastell stand vermutlich nahe der Donau auf einem vor Hochwasser sicheren Plateau über der kroatischen Ortschaft Zmajevac (Vörösmart) in der Gespanschaft Osijek-Baranja. Auch aufgrund des reichen Fundmaterials lässt sich Zmajevac als militärisch geprägter Standort ansprechen.

## Lage
Älteste Siedlungsspuren gehen bis auf die Bronzezeit zurück. Eine öfters in der einschlägigen Literatur erwähnte Gefäßflöte aus Ton, die heute im Naturhistorischen Museums in Wien aufbewahrt wird, stammt aus der Zeit um 1400 v. Chr. Aber bereits in der ausgehenden Latènezeit, noch vor der Okkupation des Landstriches durch die Römer, lassen sich in den spätkeltischen Kriegergräbern von Zmajevac Gefäße römischer Machart feststellen, die wohl hierher verhandelt worden waren. Zmajevac liegt am Westrand eines alten Donauarms. Der Fluss hat sein Bett im Laufe der Jahrhunderte weiter nach Osten verlagert. Während der Vor- und Frühgeschichte war die ausladende Flussniederung der Donau von Auwäldern geprägt. In der Neuzeit wurde in der Aue südöstlich des Ortes mit der Entwässerung begonnen. Bereits innerorts von Zmajevac hebt sich nordwestlich eine mächtige Geländefalte mit einem großflächigen Plateau, das von Südwesten kommend nach Nordosten bis zum Kastell Ad Militare verläuft und dabei immer schmäler zusammenläuft. Diese Erhebung ist ein letzter Ausläufer der Banska kosa, einer Hügelkette, die von den Römern Aureus Mons (Goldener Berg) genannt wurde. Auf diesem Plateau über dem heutigen Dorf ist das Kastell in leicht nach Südosten abfallender Lage gegründet worden. Im Ortsbereich von Zmajevac haben sich mit dem wenig nördlich der Fortifikation liegenden Kender- und dem etwas weiter entfernten südlichen Vadtal (Divlja dolina) zwei fast parallel in südöstliche Richtung verlaufende, deutliche Geländeeinschnitte in die Hochebene eingegraben.

## Forschungsgeschichte
1897 wurde festgestellt, dass auf dem Plateau nördlich über dem Dorfkern in der Flur Várhegy (deutsch: Burghügel) eine rechteckige und nach Flóris Rómer (1815–1889) 250 × 120 Schritte (rund 187,5 × 90 Meter) große römische Befestigung des 2. Jahrhunderts n. Chr. gelegen hat, unter der sich prähistorische Siedlungsschichten – insgesamt fünf Meter stark – befinden. Heute lassen sich hier nur noch wenige Spuren der römischen Befestigung nachweisen. So deuten zahlreiche Keramikscherben und Bauschutt an der Oberfläche des landwirtschaftlich genutzten Geländes auf die Anlage hin. Im Kriegsjahr 1943 sondierten Mitarbeiter des Museums von Pécs (Fünfkirchen) nahe dieser archäologischen Zone eine römische Nekropole des 3. Jahrhunderts n. Chr. und legten auf dem Popovo-Hügel Gebäudereste frei. Im Januar 1998 kam ein weiteres Gräberfeld zu Tage, als nördlich über dem Kastellareal ein in den Lösshang gegrabener Weinkeller aufgrund starker Regenfälle einstürzte. Wie die im Herbst 1999 begonnenen und bis 2008 andauernden systematischen Grabungen unter der Leitung der Archäologin Slavica Filipović vom Slawonischen Museum in Osijek (Esseg) zeigten, waren diese Grablegen während der zweiten Hälfte des 4. Jahrhunderts n. Chr. entstanden. Die vielfach hochwertigen Funde aus dem Friedhof wurden 2010 erstmals in einer Ausstellung des Slawonischen Museums Esseg der Öffentlichkeit vorgestellt und waren 2011 während einer landesweiten Wanderausstellung im Archäologischen Museum Split im Stadtmuseum von Šibenik und anschließend im Archäologischen Museum Zagreb zu sehen. Sie sind die bis zu diesem Zeitpunkt reichhaltigsten und vollständigsten dieser Epoche, die der kroatischen Wissenschaft bisher vorlagen. Im April 2012 erhält Filipović für ihre Leistungen während der Grabungen in Zmajevac den Josip-Brunšmid-Preis der Kroatischen Archäologischen Gesellschaft. 2009 fand auf den Fluren von Zmajevac sowie den westlich angrenzenden Dörfern Suza und Kotlina eine großflächige Feldbegehung statt, bei der unter anderem auch römisches Fundgut zu Tage trat.

## Baugeschichte
Die archäologischen Fakten aus den ersten drei Jahrhunderten der römischen Herrschaft sind sowohl für das Kastell als auch für den Vicus, das dazugehörige zivile Lagerdorf, sehr spärlich. Der älteste datierbare Fund war bis 2010 eine Münze aus der Regierungszeit des Kaisers Claudius (41–54). Die Bedeutung von Ad Novas scheint erst in der Spätantike eine neue Qualität bekommen zu haben.
Besonders die Erwähnung in der Notitia dignitatum, einem spätantiken Staatshandbuch aus der ersten Hälfte des 5. Jahrhunderts, unterstreicht die damalige Bedeutung von Ad Novas. Doch auch das Itinerarium Antonini, ein römisches Reichsstraßenverzeichnis aus dem 3. Jahrhundert n. Chr., nennt ad Novas et Aureo monte.

## Truppe
2001 legte der Archäologe und Epigraphiker Barnabás Lőrincz (1951–2012) seine umfassende Lokalisierung der Hilfstruppen für das Pannonien der Prinzipatszeit vor. Ergänzt wird diese Darstellung unter anderem durch die in der Notitia dignitatum genannten Einheiten. Der Archäologe Zsolt Visy ging entgegen anderen Forschermeinungen davon aus, dass in Ad Novas wahrscheinlich keine Auxiliartruppe zu suchen ist, aber dennoch von einer militärischen Nutzung des Ortes auszugehen ist.
| Zeitstellung              | Truppenname                              | Bemerkung |
| ------------------------- | ---------------------------------------- | --- |
| 2. Jahrhundert n. Chr.    | Cohors I Montanorum ?                    | Der Archäologe Jenő Fitz (1921–2011) ging wie andere Forscher davon aus, dass die im 2. Jahrhundert n. Chr. auch für das Kastell Cornacum gemutmaßte Cohors I Montanorum (1. Kohorte der Bergbewohner) in Ad Novas gelegen hat und am Ende des 2. Jahrhunderts von dort aus in eine neue Garnison kam. Für das 3. Jahrhundert mutmaßte Lőrincz die Bergbewohner im Donaukastell Őcsény-Szigetpuszta. |
| 3. Jahrhundert n. Chr.    | Cohors III Alpinorum (Alpina) equitata ? | Die Truppe lag ab dem 1. Jahrhundert n. Chr. in Dalmatien, wofür es zahlreiche Belege in Form von Inschriften und einem Militärdiplom gibt. Ein 1999 im dalmatinischen Tilurium geborgener Ziegelstempel dieser Einheit – wahrscheinlich aus dem 2. Jahrhundert – könnte auf einen damals von der 3. teilberittenen Kohorte der Alpenbewohner bewohnten Standort hinweisen. Die Truppe hat nach Meinung des Althistorikers Géza Alföldy (1935–2011) zu dieser Zeit in Tilurium möglicherweise eine Vexillation gestellt, lag aber mit der Hauptmacht in Andetrium. Von dort ist auch die Grabinschrift eines Angehörigen dieser Truppe bekannt. Laut Alföldy wurde die Truppe bereits im späten 2. Jahrhundert nach Pannonien versetzt, als der ostpannonische Limes während der Regierungszeit des Kaisers Commodus (180–192) neu organisiert wurde. Aus dieser Zeit sollen die in Ban (Baranyabán) und Bilje (Bellye) entdeckten Ziegelstempel der Kohorte stammen. Allerspätestens im 3. Jahrhundert n. Chr. ist die Kohorte endgültig für Pannonien belegt. In der Folge könnte die Kohorte der Alpenbewohner daher die Cohors I Montanorum in Ad Novas abgelöst haben, während sie Lőrincz für diese Zeit im pannonischen Binnenkastell Lébény-Barátföldpuszta (Quadrata) sieht. Dort wurden während der Freilegung ihre Ziegelstempel entdeckt und der Umbauphase in der zweiten Hälfte des 3. Jahrhunderts zugeschrieben. Gegen Ende des 3. Jahrhunderts ist Sisak (Siscia) ihr nächster Standort gewesen. |
| 4./5. Jahrhundert n. Chr. | Equites Dalmatae Novas, Auxilia Novensia | Wie die Notitia dignitatum erwähnt, befanden sich in der Spätantike hintereinander die „Neuen dalmatinischen Reiter“ und die Hilfstruppeneinheit Auxilia Novensia in Ad Novas. |

## Vicus
Die Ergebnisse der 2009 durchgeführten Feldbegehung beschreiben die ungefähre Lage des offensichtlich südwestlich an die Flur Várhegy anschließenden Vicus. Spuren in dieser Himmelsrichtung fanden sich am Hang entlang der Geländefalte über das Divlja-dolina-Tal hinweg bis fast über den Nachbarort Suza hinaus. Auch um das Dorf Kotlina westlich von Suza wurden noch Nachweise römischer Präsenz erbracht.

## Spätantikes Gräberfeld
Die an den 1998 erfolgten Fund einer in der zweiten Hälfte des 4. Jahrhunderts n. Chr. angelegten Nekropole eingeleitete Rettungsgrabung brachte nördlich der Flur Várhegy bis ins Jahr 2000 insgesamt 37 ausgezeichnet erhaltene Individuen zutage. Die Mehrzahl der zumeist nordöstlich–südwestlich angelegten Grabgruben bestand aus einzelnen, primäre Körperbestattungen. Nur fünf Gräber enthielten je zwei Personen, die in der folgenden Zusammensetzung beerdigt worden waren: Grab 7 enthielt zwei Jugendliche, die Gräber 25 und 28 je einen Jugendlichen sowie eine erwachsene Frau, Grab 27 einen erwachsenen Mann sowie eine erwachsene Frau und in Grab 1 lagen zwei Frauen. Bis 2008 war eine Fläche von rund 1700 Quadratmetern mit 175 Bestattungen freigelegt worden. Die jüngsten Gräber fanden sich im Westteil der Nekropole. Es zeigte sich, dass die Toten in rechteckigen Grabgruben mit zumeist abgerundeten Ecken beerdigt worden waren und in mehr oder weniger genau angelegten Reihen lagen. Nur 17 Gräber waren bis 2008 im Inneren mit Ziegeln verkleidet und besaßen einen entsprechenden Giebel aus speziell hergestellten, in sich verzahnenden gebrannten Ziegeln. Nur wenige Tote waren in quadratischen, ovalen oder unregelmäßigen Gruben niedergelegt worden. Als interessanteste Bestattungen galten Filipović jene, in denen der Verstorbene am Grund des im festen Löss angelegten Grabes in einer Art Nische bestattet war. Einige Fälle wurden dokumentiert, in denen eine zuerst bestattete Person nachträglich beiseitegeschoben worden war, um Platz für eine zweite Person zu schaffen. Neben den Überresten von Holzsärgen konnten höchstwahrscheinlich auch Bestattungen in Tüchern beobachtet werden. Die Toten waren sowohl nordöstlich-südwestlich als auch umgekehrt orientiert. Doch auch andere Lagen kommen vor. In 149 der bis 2008 bekannten Grablegen fand sich ein Toter, 16 enthielten zwei und neun drei Tote. In den Gräbern mit zwei Verstorbenen lag zumeist eine Mutter mit Kind. Die Ergebnisse der anthropologischen Analyse ergaben ein ausgewogenes Geschlechterverhältnis in der Nekropole, mit einer großen Anzahl von Kinderbestattungen. Diese Ergebnisse zeigten, dass der Friedhof von der gesamten Siedlungsgemeinschaft in Ad Novas genutzt wurde und dadurch ein objektiver Querschnitt durch die örtlichen Verhältnisse im 4. Jahrhundert möglich war.

### Männergräber
In 125 bis 2008 bekannten Gräbern waren die Verstorbenen in der Rückenlage mit ihren Waffen beigesetzt worden, wobei sich diese Waffen vielfach an unterschiedlichen Stellen in Körpernähe fanden. Die Männergräber bargen insgesamt weniger Funde als die der Frauen. In der Hauptsache fanden sich hier die für das spätantike römische Militär typischen bronzenen Zwiebelknopffibeln, bronzene Gürtelschnallen und Gürtelbeschläge, welche in ihren unterschiedlichen Ausführungen vielfach reich verziert waren. Ein besonderer Fall war die Kinderbestattung in Grab 86. Die dort gefundene Zwiebelknopffibel vom Typ Keller 6 bestand aus vergoldetem Bronzeblech und lässt sich in die Jahre um 400 n. Chr. beziehungsweise in die erste Hälfte des 5. Jahrhunderts datieren. Sie wurde in der Regel von sozial herausgestellten Persönlichkeiten und als Ehrenzeichen verliehen. Weshalb sie das Kind in das Grab mitbekam, ist unbekannt. Aus einem spätantiken Gräberfeld in Krefeld-Gellep (Grab 3031) ist jedoch ein ähnlicher Fall bekannt. Grab 86 barg daneben einen verzierten Gürtel mit christlichen und heidnischen Motiven, eine Glasflasche, ein bronzenes Tintenfass mit eingetrockneten Tintenresten sowie zwei Bronzegerätschaften, die möglicherweise als Halter einer Schriftrolle dienten. Zu den jüngsten Grabfunden, die auf eine möglicherweise germanische Besatzung (sogenannte Foederaten) im Kastell Ad Novas hinweisen, gehörte bis 2008 der Rest eines Wehrgehänges für eine germanische Spatha sowie ein Solidus aus der Regierungszeit des Kaisers Theodosius II. (408–450). Diese Funde stehen auch für die Endzeit der römischen Besatzung in Pannonien, denn 433 n. Chr. zogen sich die Truppen endgültig aus der Region zurück.

### Frauengräber
Die Gräbern von Frauen und Mädchen bargen viele, teilweise hochwertige Schmuckstücke, während Toilettengegenstände wie Pinzetten und Knockenkämme nur bei wenigen Bestattungen dokumentiert wurden.  In Grab 141 fanden sich als Besonderheit die Reste eines eisernen Schlosses mit einem aufwendigen Mechanismus. Am auffälligsten war die Bestattung in Grab 60. Die Beigaben des jungen Mädchens – teilweise Silberschmuck – stammten aus dem kulturellen Umfeld germanischer Goten und waren dem Ende des 4. Jahrhunderts zuzuordnen, als die ethnische Zusammensetzung Pannoniens insbesondere durch die Wanderbewegungen der Germanen neue Impulse erhielt.

## Weitere Funde
Zum Fundgut aus Ad Novas – außerhalb der Gräberfelder – gehören Amphorenfragmente, Tonlampen, Keramik und Münzen. Daneben fanden sich Ziegelstempel der unter Kaiser Diokletian (284–305) aufgestellten Legio VI Herculia, die ein für diese Truppe sehr frühes epigraphisches Zeugnis in Form einer Bauinschrift aus dem Jahr 307 n. Chr. im Kastell Ad Militare hinterließ.

## Nachrömische Entwicklung
Hunnenzeitliche Funde sowie ein awarisches Reitergrab aus dem 7. Jahrhundert sind typische Zeugnisse der Völkerwanderungszeit, die auch in Zmajevac ihre Spuren hinterließ.

## Fundverbleib
Das Fundgut aus den Grabungen befindet sich im Ungarischen Nationalmuseum in Budapest, im Archäologischen Museum Zagreb und im Slawonisches Museum von Osijek. Vorrömische Funde sind auch in Pécs gelagert.

## Denkmalschutz
Archäologische Funde und Stätten sowie archäologische Zonen, Landschaften und Teile davon sind Kulturgüter der Republik Kroatien und genießen besonderen Schutz. Zuständig ist die Kroatische Verwaltungsbehörde für Denkmalschutz im Ministerium für Kultur in Zagreb. Den Schutz regelt das auf Artikel 89 der kroatischen Verfassung erlassene Gesetz Nr. 01-081-99-1280/2 vom 18. Juni 1999 mit seinen nachfolgenden Ergänzungen und Änderungen. Beschädigung, Zerstörung und der Diebstahl von Kulturgütern ist sofort, aber spätestens am nächsten Tag der zuständigen Behörde zu melden. Unangemeldete Grabungen sind verboten, Verstöße gegen die Ausfuhrregelungen werden im schwersten Fall als Verbrechen, im leichtesten Fall als Vergehen im Sinne der kroatischen Gesetzgebung gerichtlich geahndet.